# Lipoptena hopkinsi
Lipoptena hopkinsi är en tvåvingeart som beskrevs av Joseph Charles Bequaert 1942. Lipoptena hopkinsi ingår i släktet Lipoptena och familjen lusflugor.
Artens utbredningsområde är Uganda. Inga underarter finns listade i Catalogue of Life.